# 訥爾經額
訥爾經額（穆麟德轉寫：nergingge，1784年—1857年），字近堂，费莫氏，满洲正白旗人。清朝官员。
嘉慶八年（1803年）癸亥科繙譯進士。道光三年（1823年），任山东按察使、转任布政使。道光六年（1826年），为漕运总督。九年（1829年），为山东巡抚，十二年（1832年），为湖广总督。二十年（1840年），为直隶总督。咸丰二年（1852年），以直隶总督协办大学士，九月授为文渊阁大学士，留任总督。咸丰三年（1853年）为钦差大臣，节制黄河南北军队，阻止太平天国北伐。太平军打到临洺关，訥爾經額逃到广平府。太平军进逼京畿，訥爾經額被下狱问罪。五年（1855年）出狱戍边，次年回京守清慕陵。

## 延伸阅读
[在维基数据编辑]
 《清史稿·卷392》，出自趙爾巽《清史稿》